# Японознавство
Японознавство  (яп. 日本学, にほんがく, МФА: [nihoɴ kenkʲuː], англ. Japanese studies — це міждисциплінарний науковий напрямок, що охоплює широкий спектр знань про Японію. Це комплексне вивчення японської цивілізації, яке включає в себе детальне вивчення і дослідження мови, історії, політики, економіки, культури, мистецтва, релігії, філософії, етнографії, а також матеріальної й духовної спадщини Японії.
Фахівці, які присвятили свою професійну діяльність дослідженню Японії, називаються японоведами або японістами. Їхня робота включає аналіз та інтерпретацію різних феноменів японської культури та суспільства, а також поширення знань про Японію через наукові дослідження, викладання та публікації.

## Німеччина
- Філіп Франц фон Зібольд (1769 — 1866) — біолог, медик.

## Росія
- Поліванов Євгеній Дмитрович — мовознавець

## Україна

### Живі
- Бондаренко Іван Петрович — мовознавець
- Капранов Сергій Віталійович — релігієзнавець
- Резаненко Володимир Федорович — мовознавець, соціолог
- Рубель Вадим Анатолійович — історик
- Хадаші Єва (справжнє ім'я — Євгенія Суда) — кандидатка мистецтвознавства, магістр філології, японіст, музикознавеця, письменниця, авторка монографії «Західні впливи у музичному мистецтві Японії періоду Мейдзі (1868 — 1912)»[1]

### Померлі
- Воблий Борис Іванович (1883 — ?) — мовознавець
- Пущенко Федір Дем'янович (1879 — після 1938) — мовознавець.